# Sandfell (kulle i Island, Austurland, lat 65,12, long -13,54)
Sandfell är en kulle i republiken Island. Den ligger i regionen Austurland, 400 km öster om huvudstaden Reykjavík. Toppen på Sandfell är 459 meter över havet, eller 117 meter över den omgivande terrängen. Bredden vid basen är 0,58 km.
Närmaste större samhälle är Neskaupstaður, nära Sandfell.